# Consonante laríngea
Las consonantes laríngeas (un término que a menudo se usa indistintamente con las consonantes guturales) son consonantes con su articulación principal en la laringe . Las consonantes laríngeas comprenden las consonantes faríngeales (incluidas las epiglotales), las consonantes glotales , y, para algunos idiomas, las consonantes uvulares.
El término laríngeo a menudo se considera sinónimo de glotal , pero la laringe consta de algo más que la glotis (pliegues vocálicos): también incluye la epiglotis y los pliegues ariepiglóticos . En un sentido amplio, por lo tanto, las articulaciones laríngeas incluyen las consonantes radicales , que involucran la raíz de la lengua. La diversidad de sonidos producidos en la laringe es objeto de investigación en curso y la terminología está evolucionando.
El término consonante laríngea también se utiliza para consonantes laríngeas articuladas en el tracto vocal superior, como las consonantes árabes de 'enfáticas' y coreanas 'tensas' .